# Strzyżów
Strzyżów – miasto w województwie podkarpackim, w powiecie strzyżowskim, na Pogórzu Strzyżowskim, nad Wisłokiem, 30 km od Rzeszowa. Siedziba gminy miejsko-wiejskiej Strzyżów. W latach 1975–1998 miasto administracyjnie należało do woj. rzeszowskiego. Strzyżów stanowi część dawnej ziemi sandomierskiej historycznej Małopolski; przed rozbiorami miasto było położone w powiecie pilzneńskim w województwie sandomierskim. Miasto powiatowe w latach 1896–1932, 1954–1975 i od 1999.
Według danych GUS z 31 grudnia 2024 r. Strzyżów liczył 8327 mieszkańców, będąc 22. najludniejszym miastem w województwie.

## Historia

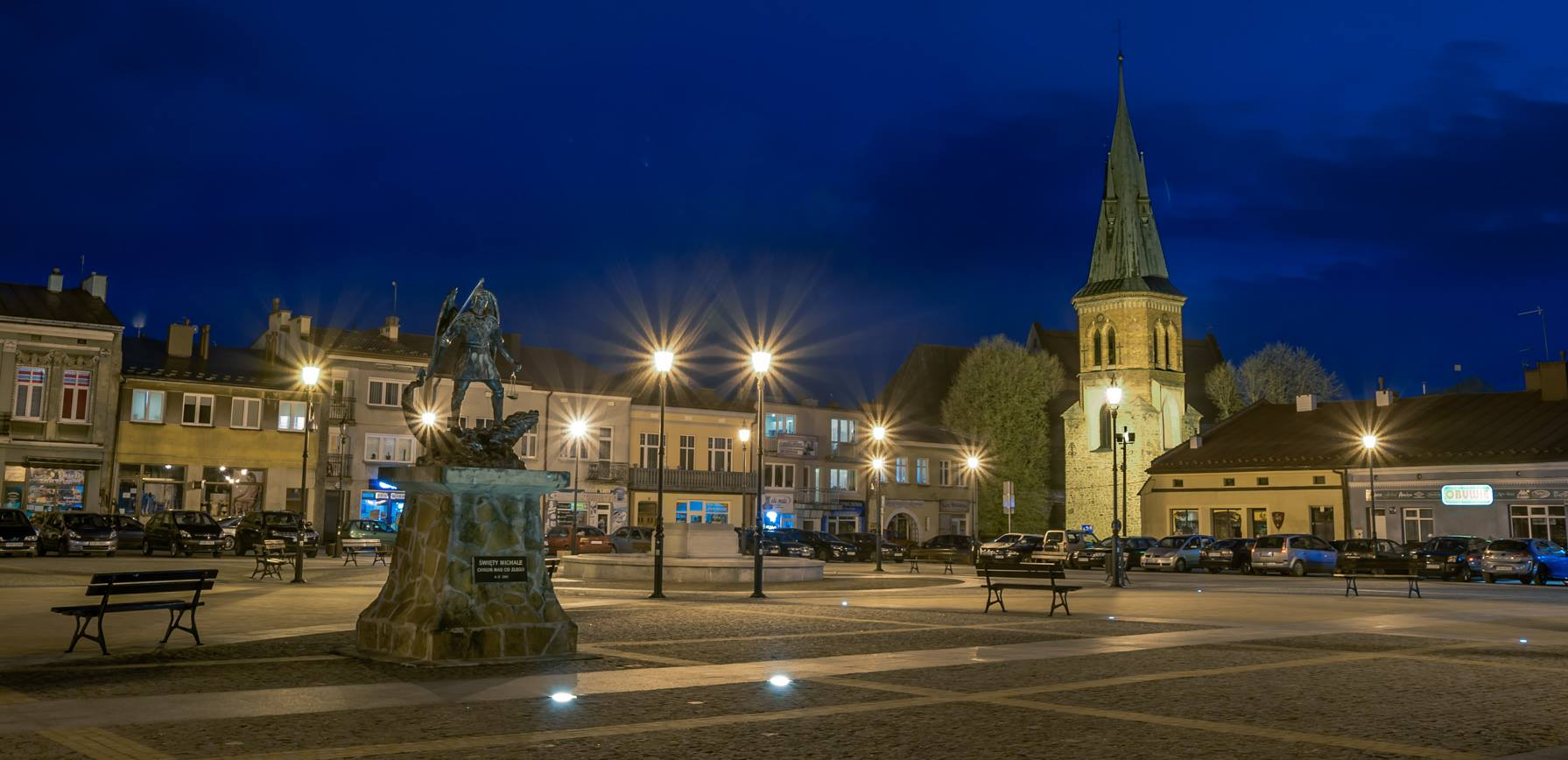
Rynek w Strzyżowie

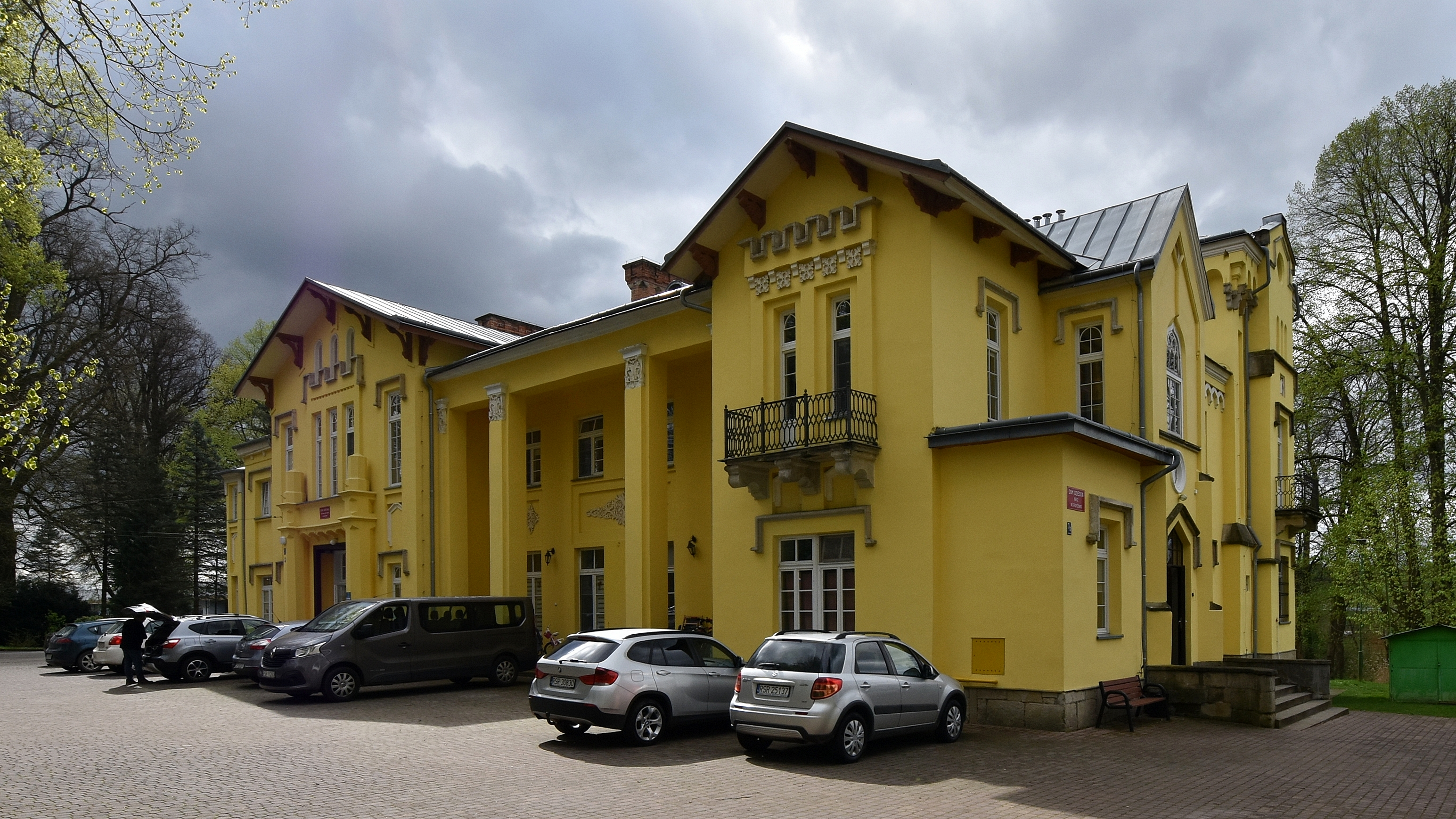
Pałac Wołkowickich z końca XIX w. w zachodniej części miasta, obecnie dom dziecka

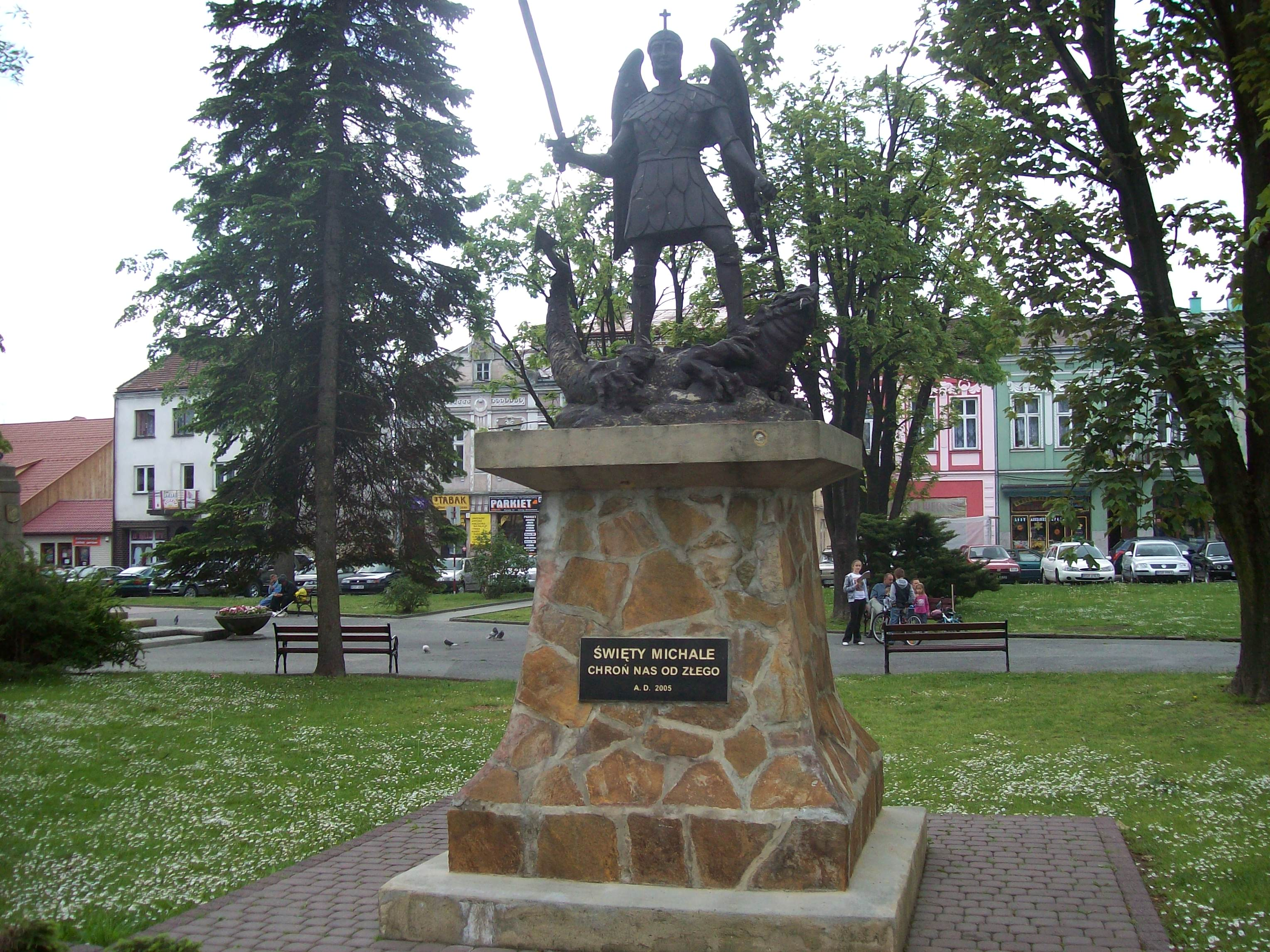
Pomnik św. Michała, patrona miasta, na strzyżowskim Rynku

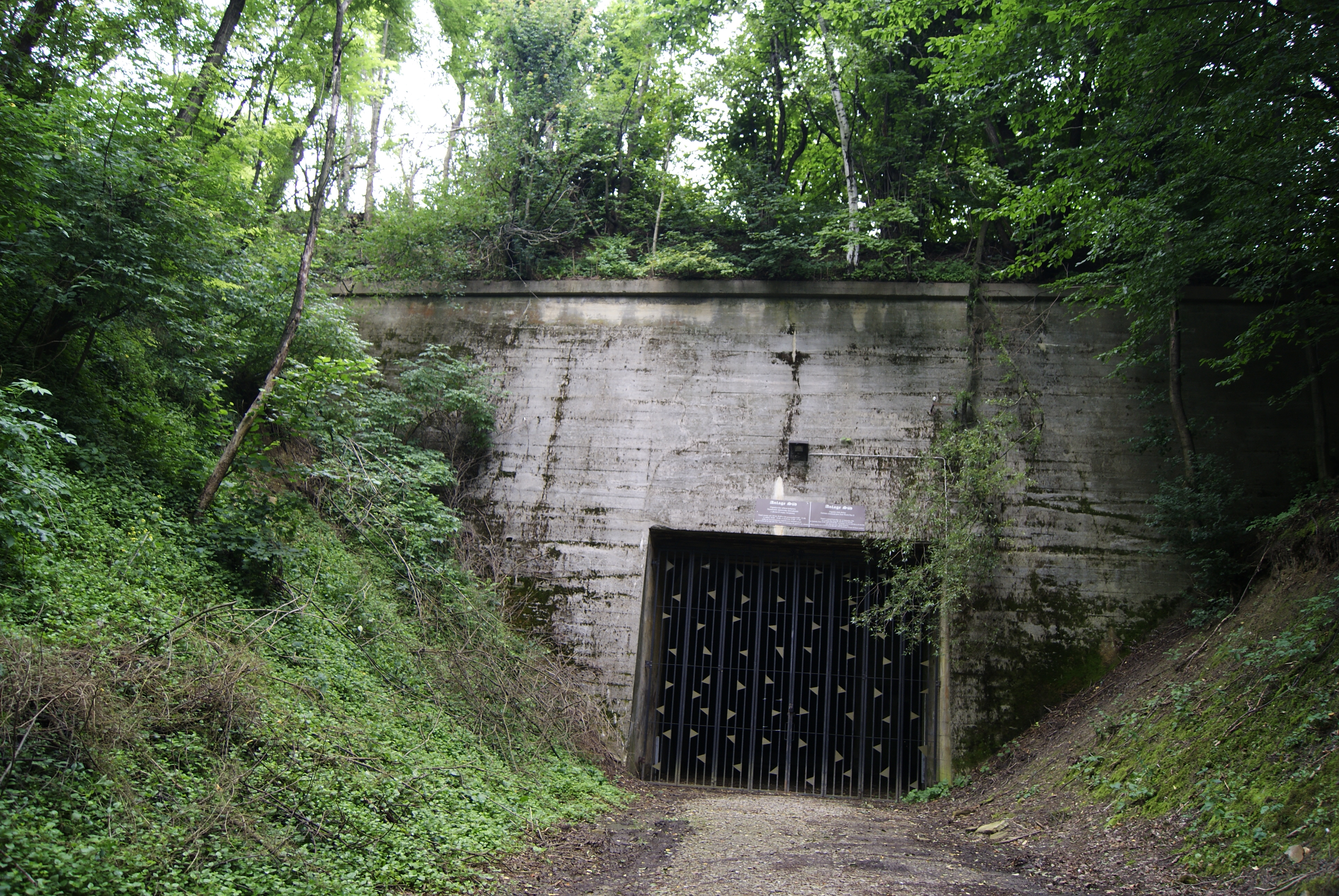
Wjazd do niemieckiego tunelu schronowego

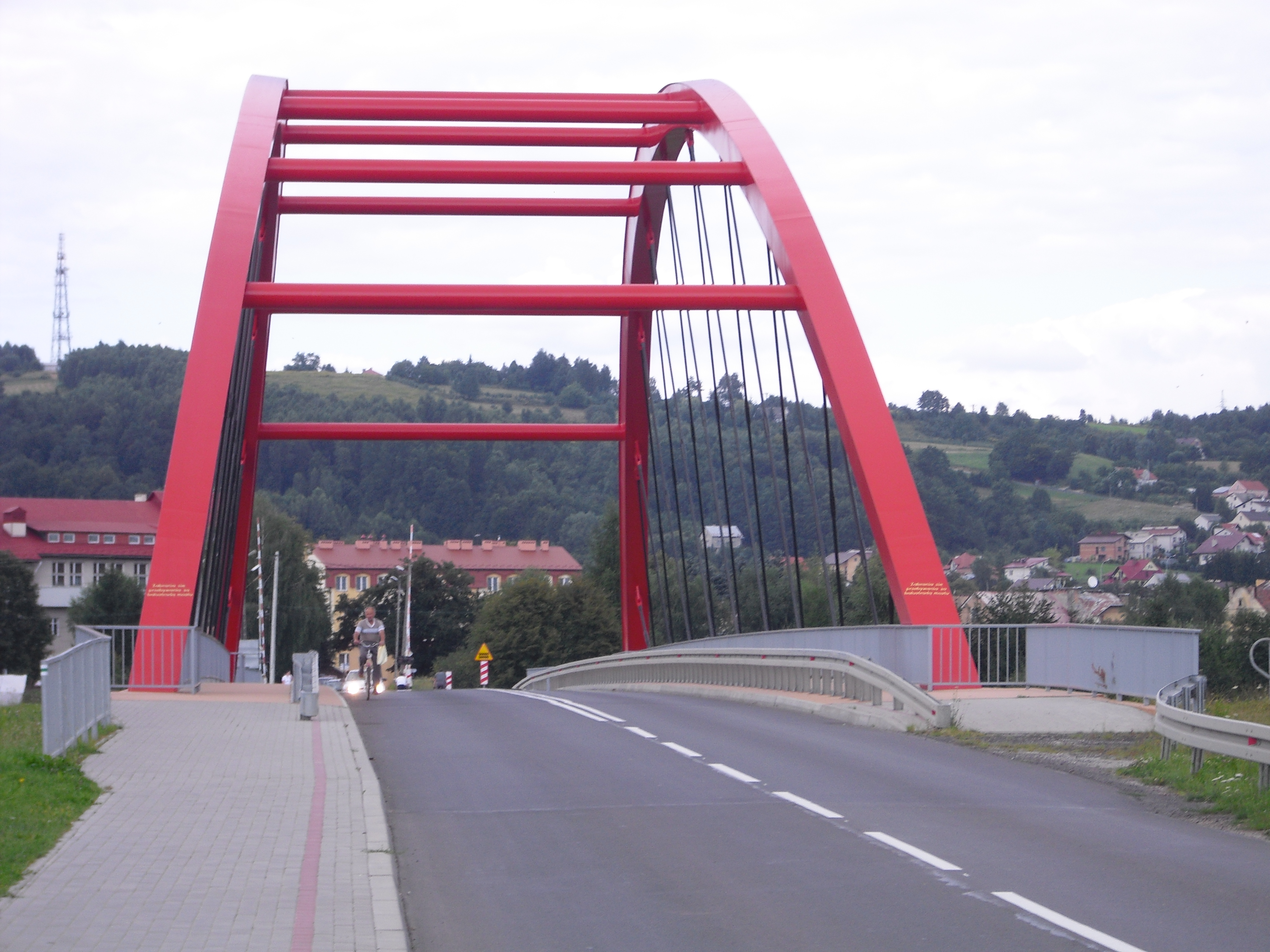
Most nad Wisłokiem w Strzyżowie

### Okres przedhistoryczny
W znaleziskach archeologicznych z terenu Strzyżowa występuje dla okresu starożytności ceramika pradziejowa (wcześniejszej epoki kamienia), ceramika kultury pucharów lejowatych (3700–1900 p.n.e.), epoki brązu (2200–700 p.n.e.), kultury przeworskiej (III w. p.n.e.–V w. n.e.) i okresu wpływów rzymskich (I–V w.). 
Legenda przypisuje założenie osady Wiślimirowi, pogańskiemu księciu związku plemiennego Wiślan, który miał w IX wieku zbudować w widłach rzeki Stobnicy i Wisłoka strażnicę o nazwie Strzeżno dla obrony swoich wschodnich rubieży.

### W państwie Piastów i Jagiellonów
Materiał archeologiczny z okresu wczesnego średniowiecza polskiego (XI–XIII w.) pochodzi głównie z południowo-wschodniej części dzisiejszego miasta, gdzie nad Wisłokiem znajdowały się dwa dwory znane z XV w.: na lewym brzegu dwór Machowskich w Nizinach (od 1536 do przełomu XX/XXI w. w Żarnowej) i na prawym brzegu dwór Strzeżowskich w Godowej (obecny kształt z 1786), w średniowieczu połączony z miastem przez most. W rejonie stacji kolejowej przy drodze do dworu w Nizinach znaleziony został denar krzyżowy z XI w., a na terenie żwirowni naprzeciw dworu w Godowej – dwa późnośredniowieczne miecze. Ceramika z sąsiedztwa dworu w Nizinach jest datowana głównie na XI–XII w., co pozwala przesunąć początki osady Niziny i prawdopodobnie również siedziby rycerskiej na ten okres. Mniejszą ilość skorup naczyń wczesnośredniowiecznych pozyskano z otoczenia dworu w Godowej. W zachodniej części Strzyżowa nad potokiem płynącym z Łętowni stwierdzono w ramach Archeologicznego Zdjęcia Polski ślady osadnictwa z drugiej połowy XIII w., które mogą odpowiadać średniowiecznej wsi Sośninka, wzmiankowanej w 1376. Późnośredniowieczne stanowiska na stokach na północ od obecnego centrum Strzyżowa, które służyły za zaplecze gospodarcze miasta lokacyjnego od końca XIV w., mogą natomiast skrywać obszar pierwotnej wsi Strzyżów z XII–XIII w., ponieważ w obrębie rynku osadnictwo aż do XV w. nie występowało.
W 1185 komes Mikołaj Bogoria uposażył założony wówczas przez siebie klasztor cystersów w Koprzywnicy dobrami na pograniczu księstwa sandomierskiego z księstwem halickim, w pobliżu tzw. Zabrony. Głównym ośrodkiem tych dóbr była wieś Dobrzechów. Przy wsparciu organizacji kościelnej nastąpiła kolonizacja i okcydentalizacja obszarów nad środkowym Wisłokiem.
W 1279 r. biskup firmański Filip de Casate, w latach 1278–1282 legat papieski na Węgrzech i w Polsce, potwierdził w Budzie prawo opata klasztoru cystersów w Koprzywnicy do pobierania dziesięciny m.in. z Czudca, Strzyżowa, Zaborowia, Dobrzechowa, Tułkowic, Kożuchowa, Lubli, Prochny i Żyznowa. Jest to pierwsza wzmianka pisana o Strzyżowie, którego nazwa miała w średniowieczu formę Strzeżów (Strezow 1279, Strzezow 1376, 1397, 1427). 
W 1354 właścicielami Strzyżowa byli Kiełcz i Paszek, obaj z Radowąża pod Koprzywnicą, z których pierwszy mógł należeć do rodu Bogoriów, a drugi do rodu Gryfitów. Pierwsza lokacja miasta nastąpiła między 1376, kiedy Strzyżów funkcjonował wciąż jako wieś, a 1397, kiedy przed sądem grodzkim w Bieczu wystąpił mieszczanin strzyżowski Bartosz Poszman. W 1376 Wojtko, dziedzic Czudca, przejął na pięć lat należną cystersom połowę dziesięcin ze Strzyżowa i Sośninki, których druga połowa przypadała plebanowi z Dobrzechowa. Po bezpotomnej śmierci Wojtka Strzyżów znajdował się w latach 1398–1399 w rękach Mikołaja zwanego Swabem. 
W początkach XV w. przeszedł na własność Pakosza z Czudca, założyciela rodu Strzeżowskich, który zmarł między 1457 a 1460 i pozostawił dobra synom, Janowi i Mikołajowi Strzeżowskim, a ci podzielili miasto między siebie w 1462. W 1419 wzmiankowane są po raz pierwszy w aktach sądu ziemskiego pilzneńskiego władze miejskie Strzyżowa złożone z wójta, rajców i ławników oraz właściciel Pakosz z Czudca. Od 1470 w dworze w Nizinach rezydował właściciel Żarnowej, Stanisław Machowski. W 1480, po zniszczeniach wywołanych pożarem, bracia Strzeżowscy, Jan z Czudca i Mikołaj z Godowej, doprowadzili do ponownej lokacji Strzyżowa, a w 1488 Mikołaj uzyskał pozwolenie królewskie na budowę mostów do Godowej i do Gbisk.

### W Rzeczpospolitej Obojga Narodów
Miasto w XV–XVII w. miało dwa rynki, 3 kościoły, ratusz, łaźnię, szpital dla bezdomnych, 3 młyny, jatki, karczmę, gorzelnię, dwa browary i słodownie, szkołę parafialną, komorę celną, dwa mosty: godowski i gbiski, folusz, blech z maglem i staw rybny. Teren miejski otaczał ziemny wał obronny (do dziś zachowała się ul. Zawale). Były to czasy świetnego rozwoju miasta, rzemiosła, wytwórczości, hodowli i kontraktów handlowych z ośrodkami miejskimi w Polsce, na Węgrzech i Słowacji. W 1600 ukończona została dla wójta Piotra Głoda sklepiona kolebkowo z lunetami w części parterowej kamienica w południowo-zachodnim rogu Rynku (obecnie nr 28), która służyła do XIX w. jako dom zajezdny. W 1684 Strzyżów otrzymał zezwolenie królewskie na organizację 4 jarmarków rocznie.
Po Strzeżowskich właścicielami Strzyżowa byli Świerczowscy i Wielopolscy w XVI w., Bączalscy, Bonerowie, Szczepieccy i ponownie Wielopolscy w XVII w., Radziwiłłowie w XVIII w., Starzeńscy, Skrzyńscy, Wołkowiccy i Konopkowie w XIX i na początku XX w.
15 sierpnia 1769 odbyła się przysięga konfederatów barskich przed obrazem Matki Bożej Niepokalanej w Strzyżowie, w obecności Kazimierza Pułaskiego i Franciszka Trzecieskiego. Obraz ten został zamieszczony na sztandarze Konfederatów.

### Pod zaborami
W wyniku I rozbioru Polski w 1772 r. miasto stało się częścią monarchii habsburskiej (Austrii), wchodząc w skład Królestwa Galicji i Lodomerii. W latach 1775-1782 należało do dystryktu Krosno w ramach cyrkułu pilzneńskiego. W latach 1782–1791 Strzyżów należał do Cyrkułu dukielskiego, a w latach 1791–1850 i 1854–1860 do cyrkułu jasielskiego. W okresie przejściowego zniesienia cyrkułów (lata 1850-1854) miasto wchodziło w skład Bezirkshauptmannschaft Rzeszów w okręgu rządowym Kraków. Po reaktywacji w 1854 r. cyrkułu jasielskiego powstał Bezirk (powiat) Strzyżów. Po nadaniu Galicji autonomii i zniesieniu cyrkułów (1865) w 1867 r. w następstwie kolejnej reformy administracyjnej Strzyżów utracił status miasta powiatowego i wszedł w skład powiatu rzeszowskiego.
W wydanym po raz pierwszy w 1786 r. opracowaniu pt. „Geografia (...) Galicyi i Lodomeryi” jego autor, hrabia Ewaryst Andrzej Kuropatnicki, pisał o Strzyżowie: Miasto książąt Radziwiłłów (...); wspaniałym kościołem, nową murowaną bożnica żydowską sławne, a najwięcej górą nad miastem, na którą wyjeżdżać i zjeżdżać potrzeba; głośne przedtym, żydzi bogaci tu byli, i handel osobliwie hurtowny znacznie prowadzili.
W 1796 rozpoczęła działalność pierwsza jednoklasowa szkoła świecka, a w latach 1794–1798 zbudowana została droga bita łącząca miasto z Rzeszowem i Krosnem.
Wiosną 1846 starosta jasielski Franz Reiss, który objął urząd 15 marca, wysłał do Strzyżowa oddział wojskowy dla spacyfikowania wystąpień chłopskich w ramach tzw. rabacji galicyjskiej.
W 1880 na ludność miasta składało się 930 Polaków, 212 Żydów oraz 185 Niemców. W 1890 po otwarciu stacji Strzyżów nad Wisłokiem ruszyła linia kolejowa z Rzeszowa do Jasła. Ostatni, dziewiąty wielki pożar miasta w 1895 był impulsem do jego odbudowy w formie murowanej. 15 września 1896 r. miasto zostało ponownie siedzibą powiatu, obejmującego 56 gmin z 59 tys. mieszkańców. W 1896 lub 1899 rozpoczęło działalność lokalne Towarzystwo Gimnastyczne „Sokół”. W 1901 funkcjonowały w Strzyżowie trzy towarzystwa kredytowe: jedno polskie, założone w 1874, pod przewodnictwem Władysława Wojnarowskiego i dwa żydowskie, założone w 1892 i 1899, którym przewodniczyli odpowiednio Wolf Deutsch i Jakub Kaner.
W 1910 otwarty został gmach Sokoła, a w 1912 – koedukacyjne prywatne Gimnazjum Realne Miejskie (późniejsze Liceum Ogólnokształcące) oraz księgarnia Towarzystwa Szkoły Ludowej. W ostatnich latach poprzedzających I wojnę światową ziemianin Dydyński z Godowej odstąpił teren Żarnowskiej Góry strzyżowianinowi w rezultacie rozgrywki pokera.
We wrześniu 1914 starsi druhowie Polowej Drużyny Sokolej, powołanej w 1912 przez prezesa strzyżowskiego Sokoła Zygmunta Tałasiewicza, zostali wcieleni do armii austriackiej; część trafiła do Legionów. We wrześniu 1914, po ewakuowaniu przez samorząd prawie 90 mieszkańców do Czech, Strzyżów został zajęty przez formację kozacką w służbie rosyjskiej. Wycofujące się na początku maja 1915 wojska rosyjskie wysadziły betonowy most na Wisłoku; według innej wersji dwa przęsła mostu zostały zniszczone przez Austriaków w początkach wojny.

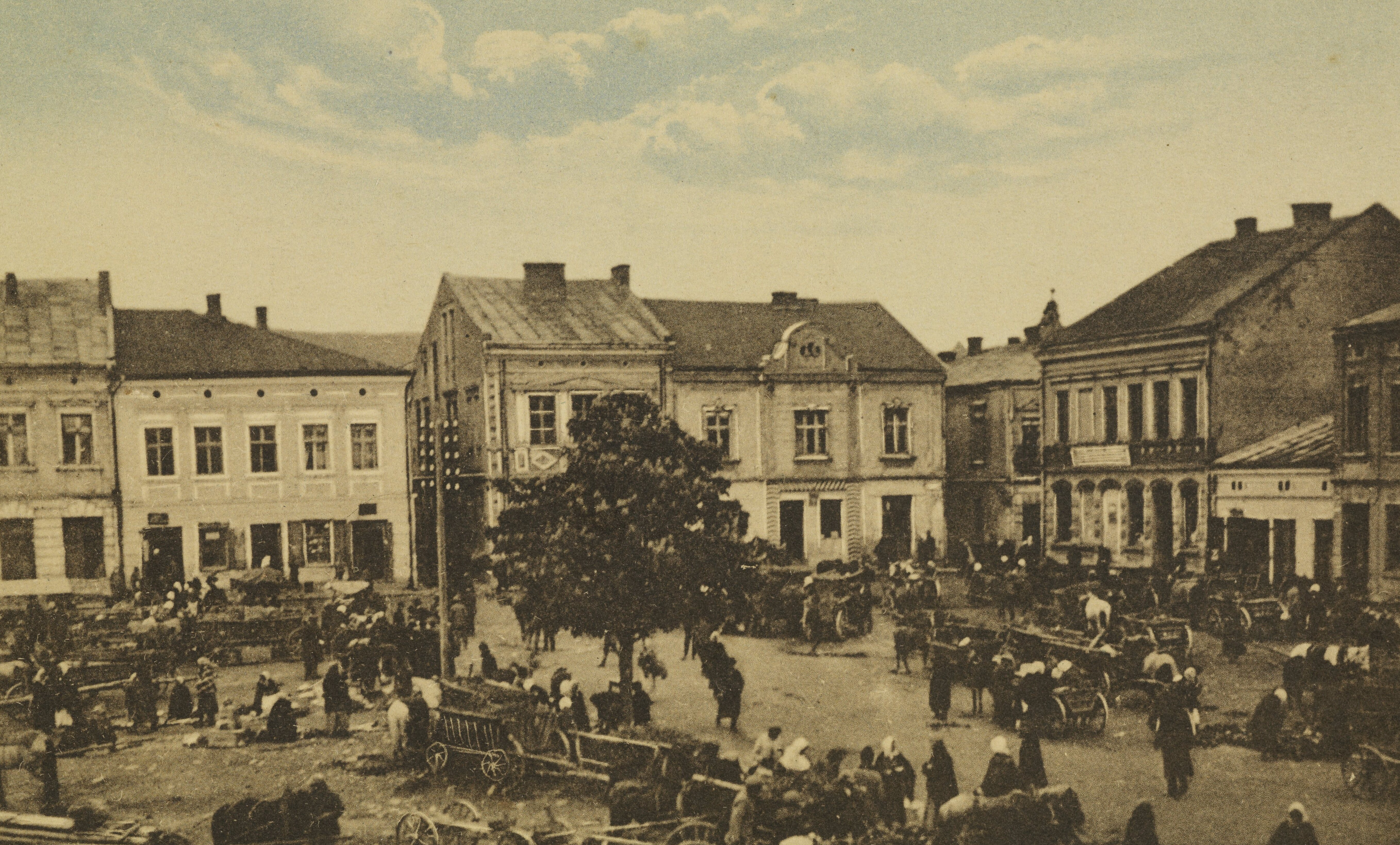
Rynek, 1914–1931
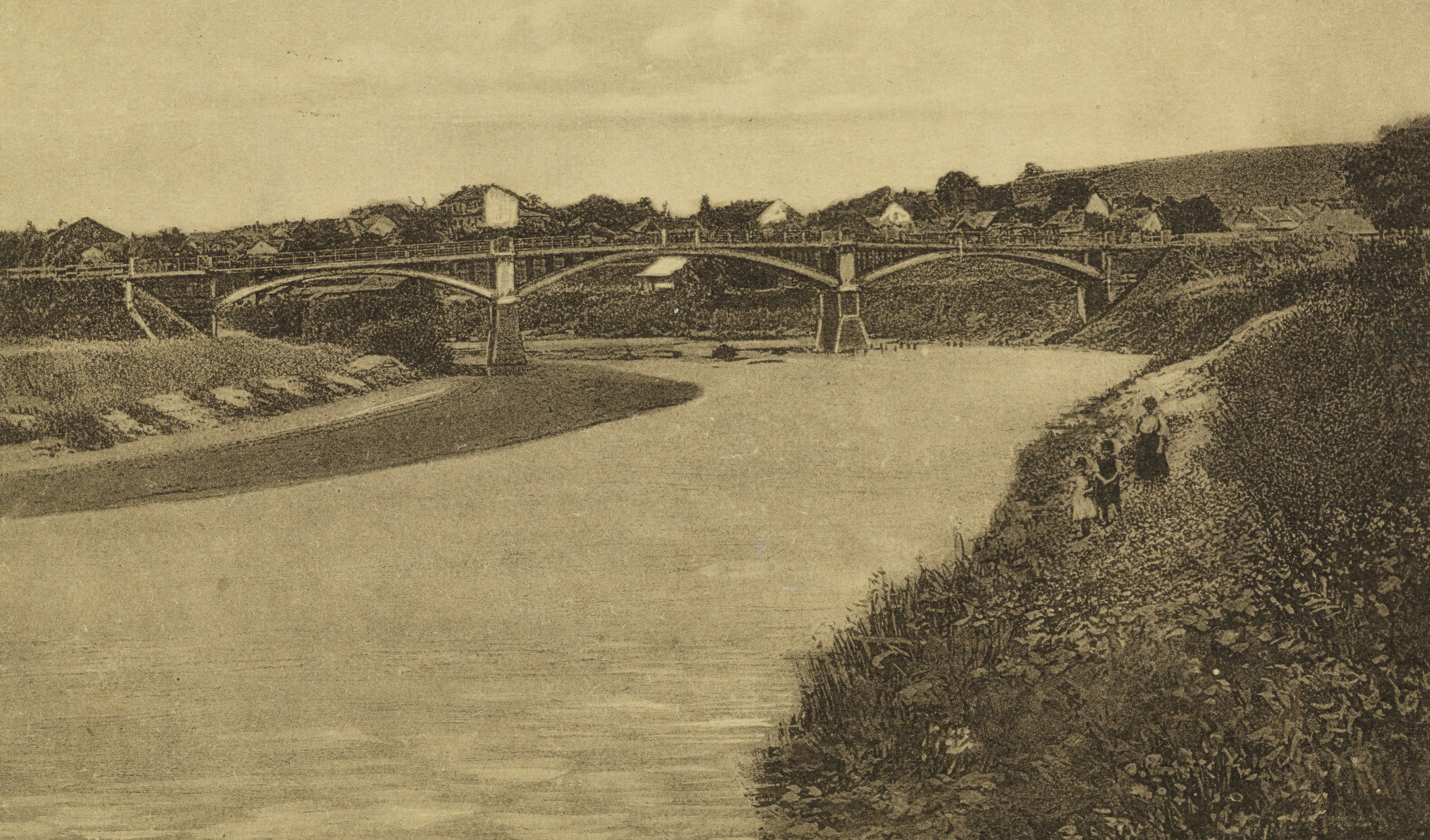
Most na Wisłoku, 1931
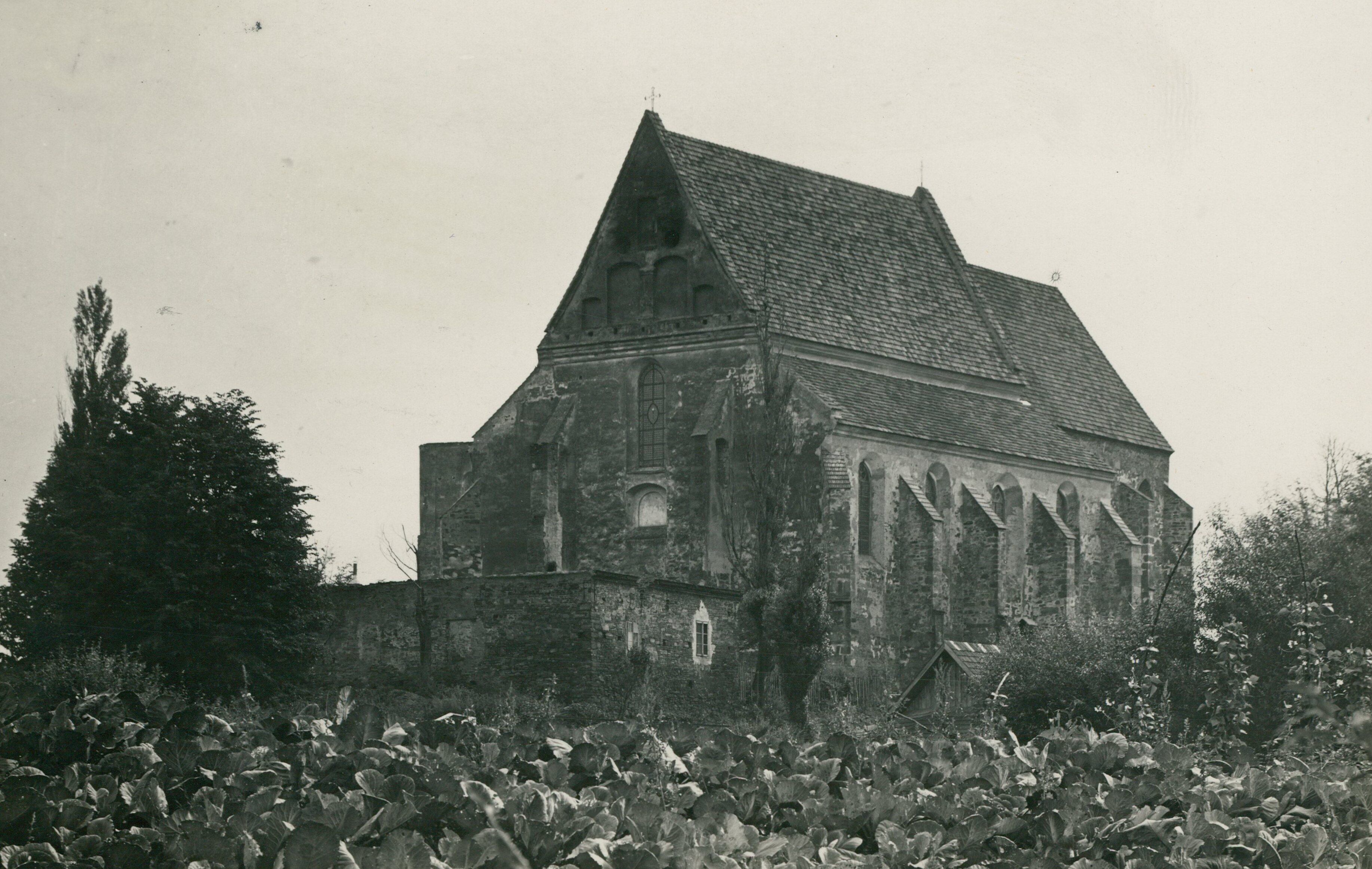
Kościół Niepokalanego Poczęcia, około 1915

### W II Rzeczypospolitej
Pod wpływem manifestacji patriotycznej z 20 października 1918 na front wojny polsko-ukraińskiej (później także polsko-bolszewickiej) wyruszył 15 listopada 1918 szesnastoosobowy oddział ochotników ze Strzyżowa i okolicy, zorganizowany przez instruktorów Polskiej Organizacji Wojskowej Romana Michałowskiego i Adama Malanka. Strzyżów stał się siedzibą powiatu w ramach II Rzeczypospolitej.
5 listopada 1918 doszło do rozruchów antyżydowskich, które przybrały formę rabunku sklepów w rynku i niszczenia mienia. 9 listopada z polecenia burmistrza Józefa Patryna dla pilnowania porządku w mieście powstała milicja obywatelska. Wiosną 1919 podczas kolejnych wystąpień antyżydowskich dyrektor strzyżowskiego gimnazjum Karol Kramarczyk nie dopuścił do pogromu żydowskich mieszkańców, którzy schronili się w piwnicach szkoły. W 1920 odbył się pierwszy egzamin maturalny w strzyżowskim gimnazjum.
W 1921 i 1923 Wincenty Witos wygłosił jako urzędujący premier przemówienia z balkonu gmachu Sokoła w Strzyżowie.
1 stycznia 1925 do Strzyżowa włączono gminę Przedmieście Strzyżowskie. W maju 1926 w ogrodzie Sokoła profesor gimnazjum Edward Merklinger zorganizował dla mieszkańców pierwszą audycję radiową; w 1927 kino nieme w budynku Sokoła zastąpiły seanse dźwiękowe. W 1932 powiat strzyżowski uległ likwidacji.
W 1937 burmistrz Józef Chmiel zaproponował Departamentowi Spraw Wojskowych objęcie Strzyżowa planem inwestycji wojskowych w ramach budowy Centralnego Okręgu Przemysłowego. W 1937–1938 władze wojskowe przeprowadziły badania sondażowe złóż ropy naftowej, gazu ziemnego i rud metali w rejonie miasta. W styczniu 1939 honorowe obywatelstwo miasta otrzymali prezydent Ignacy Mościcki, marszałek Edward Rydz-Śmigły, premier Felicjan Składkowski i minister gospodarki Eugeniusz Kwiatkowski. W budowie zakładów chemicznych do produkcji prochu i innych materiałów wybuchowych przeszkodziła II wojna światowa.

### II wojna światowa
10 września 1939 w toku agresji niemieckiej po wycofaniu się polskiej Armii „Karpaty” na wschód siły XVIII Korpusu Armijnego zajęły miasto bez wystrzału i podążyły w kierunku Sanu, a w budynku Sokoła zainstalował się wojskowy komendant miasta, kpt. Pazur ze Śląska Opolskiego. 15 września 1939 zbiorowego mordu na Żydach dokonała odpowiedzialna za okupacyjną politykę bezpieczeństwa w mieście żandarmeria niemiecka, która zajęła siedzibę w domu Bańskich obok sądu powiatowego pod obecnym adresem ul. 3 Maja 12. W latach 1940–1941 Organizacja Todta zbudowała pod Żarnowską Górą półkilometrowy tunel schronowy, oficjalnie przewidziany dla pociągu specjalnego Adolfa Hitlera w związku z kwaterą główną Anlage Süd założoną w pobliskiej Stępinie. W maju 1941 władze niemieckie utworzyły w Strzyżowie na kilka tygodni obóz dla Żydów skierowanych z getta warszawskiego do prac nad przygotowaniem dróg do inwazji na Związek Radziecki; po zakończeniu robót chorych odesłały do Warszawy, a ok. 500 zdolnych do dalszej pracy osadziły w obozie w Pustkowie.
Według późniejszych relacji pierwszymi organizatorami konspiracji wojskowej w Strzyżowie byli niezależnie od siebie pod szyldem Służby Zwycięstwu Polski st. ogn. Jan Koczela ps. Zawalski (zaprzysiężony przez mjr. dypl. Władysława Bartosika ps. Broda 4 X 1939 w Rzeszowie), por. Roman Konieczkowski ps. Krzemień (zaprzysiężony przez st. wachm. Władysława Janusza ps. Granit z Dębicy 2 XI 1939 w Godowej) i por. Józef Lutak ps. Orzeł z Błażowej. W Strzyżowie i Niebylcu funkcjonowała następnie Placówka Związku Walki Zbrojnej (od 14 II 1942 Armii Krajowej) o kryptonimie „Śliwa”, która wchodziła w skład Obwodu AK Rzeszów (od 1 I 1944 w skład Podobwodu AK Rzeszów-Południe) w Inspektoracie AK Rzeszów Okręgu AK Kraków. Placówkę współtworzył i najpóźniej od listopada 1941 dowodził nią por. czasu wojny Jan Chyłek (ps. Kruk, Kryda, 1907–1984) z Gwoźnicy Górnej (do 1940 zamieszkały w Tarnopolu), zaprzysiężony do konspiracji 11 listopada 1940 przez por. Lutaka, a po jego zawieszeniu za próbę rozbrojenia żołnierza Batalionów Chłopskich od 5 listopada 1943 por. Konieczkowski. Osobne placówki strzyżowska i niebylecka AK zostały wyodrębnione w styczniu 1944.
Władze okupacyjne zamknęły gimnazjum, pozostawiając okrojone szkolnictwo podstawowe, a uruchamiając w Strzyżowie dziewięcioklasową publiczną szkołę zawodowo-kupiecką (Öffentliche gewerbliche und kaufmännische Berufsschule) z dyrektorem Ludwikiem Wójcikiem i pięciomiesięczny kurs księgowości. W drugiej połowie 1941 w Strzyżowie rozpoczęła działalność konspiracyjna komisja powiatowa (mimo likwidacji powiatu w 1932) krakowskiego Okręgowego Biura Szkolnego Departamentu Oświaty i Kultury Delegatury Rządu na Kraj, która organizowała tajne nauczanie. Do grudnia 1941 teren Strzyżowa objęła także zorganizowana w Inspektoracie ZWZ/AK Rzeszów Państwowa Komisja Egzaminacyjna o kryptonimie „Kuźnica”, która umożliwiała zdobycie średniego wykształcenia przyszłym uczestnikom kursu podchorążych i do września 1943 miała charakter wojskowy.
Przewodniczącym utworzonego na polecenie okupanta Judenratu został w Strzyżowie Abraham Braw, który kierował również Komitetem Opiekuńczym Powiatowym Żydowskiej Samopomocy Społecznej. W grudniu 1941 roku Niemcy założyli getto dla przebywających w mieście Żydów. W marcu 1942 znajdowało się w nim 1515 osób, w tym 225 wysiedleńców z Krakowa, Łodzi i Warszawy. W drugiej połowie kwietnia 1942 podczas tzw. akcji antykomunistycznej funkcjonariusze niemieckiej policji zamordowali w strzyżowskim getcie 8 osób. 28 lipca 1942 roku ludność żydowska została wywieziona do getta w Rzeszowie, a stamtąd do obozu zagłady w Bełżcu.
Pierwszą konspiracyjną zbrojną grupę dywersyjną pod okupacją niemiecką w samym Strzyżowie zorganizował w 1942 zwolniony w listopadzie 1939 z niewoli radzieckiej były żołnierz 17 pułku piechoty kpr. pchor. Zygmunt Patryn ps. Słowik.
Według relacji Mieczysława Pietruskiego wiosną 1944 przygotowane zostały przez okupanta rury do magistrali gazowej, a także słupy i przewody do elektryfikacji Strzyżowa, wywiezione później przez Sowietów jako zdobycz wojenna.
W ramach akcji „Burza” żołnierze strzyżowskiej placówki AK spalili 24 lipca 1944 akta gminy zbiorowej i nadleśnictwa Strzyżów. 26 lipca wycofała się bez strat mimo zaplanowanych przez AK zasadzek niemiecka (częściowo polskojęzyczna) żandarmeria, która kierowała terrorem i eksterminacją na terenie Strzyżowa. 29 lipca dzięki informacji sekcji kolejowej AK pod dowództwem ppor. Kazimierza Szyszki ps. Szczerba patrol radziecki zmusił niemiecki pociąg specjalny, wysłany z Jasła z materiałami wybuchowymi dla wysadzenia tunelu schronowego, do odwrotu spod gmachu Sokoła i do zderzenia z drugim pociągiem specjalnym w pobliżu fary.
2 sierpnia 1944 oddziały AK biorące udział w „Burzy” uległy po ukryciu broni rozformowaniu, uprzedzając zajęcie Strzyżowa w tym samym dniu przez radziecką 38 Armię 4 Frontu Ukraińskiego pod dowództwem gen. Kiriłła Moskalenki w ramach operacji lwowsko-sandomierskiej. Przed wkroczeniem Sowietów w mieście doszło do rabunku sklepów przez ludność cywilną oraz przedsiębiorstw i Składnicy Kółek Rolniczych przez oddziały AK pod komendą plut. Zygmunta Janusza ps. Graca, co spowodowało dochodzenie z ramienia komendy Obwodu AK Rzeszów. Przy poparciu AK na stanowisko burmistrza powrócił Józef Chmiel ps. Sulima, aresztowany przed końcem roku przez UB. We wrześniu 1944 nowym dowódcą Placówki AK Strzyżów został prawnik Filip Cichocki ps. Kurek, a 2 listopada 1944 zastąpił go sierż. Józef Hałas ps. Zdzisław. 

### W Polsce Ludowej
W latach 1949–1950 na terenie Strzyżowa i Rudy Śląskiej działała przy wsparciu dyrektora strzyżowskiego liceum Kazimierza Koczeli tajna harcerska organizacja młodzieżowa o charakterze antykomunistycznym pod nazwą Demokratyczna Armia Krajowa, której inicjatorem był Jan Prokopowicz, a przywódcą – Eugeniusz Szczepankiewicz.
W 1949 utworzona została Miejska Biblioteka Publiczna w Strzyżowie. W 1951 nastąpiła elektryfikacja miasta. W 1952 na rynku odsłonięto popiersie gen. Karola Świerczewskiego. W 1957 przy ul. Daszyńskiego oddany do użytku został pierwszy blok mieszkalny w mieście. W 1959 Zygmunt Leśniak, nauczyciel Gimnazjum i Liceum Ogólnokształcącego w Strzyżowie, założył w szkolnej piwnicy izbę pamięci na potrzeby gromadzenia zbiorów muzealnych, przekształconą w 1972 w Społeczne Muzeum Regionalne (od 2011 Muzeum Samorządowe Ziemi Strzyżowskiej). W 1961 powstało Technikum Ekonomiczne, które w 1965 uzyskało odrębność od Liceum Ogólnokształcącego.
W 1967 działalność rozpoczął Powiatowy i Miejski Dom Kultury oraz Towarzystwo Miłośników Ziemi Strzyżowskiej. W 1969 odsłonięto na komendzie Milicji Obywatelskiej tablicę pamiątkową ku czci 6 funkcjonariuszy MO poległych w latach 1944–1953..
W latach 60. i 70. XX w. powstał w Strzyżowie szereg zakładów przemysłowych (m.in. Fabryka Mebli w 1969, fabryka Polsportu w 1971, Fabryka Maszyn w 1972), a w 1974 miasto zostało objęte siecią gazowniczą. W latach 1975–1978 na miejscu XVIII-wiecznego dworku powstał nowoczesny budynek na potrzeby Zespołu Szkół, utworzonego w 1977 z połączenia strzyżowskich szkół średnich.
W latach 1982–1986 działała w mieście grupa podziemnej Solidarności pod przewodnictwem Jerzego Ziobry.

### W III Rzeczypospolitej
W marcu 1991 samorząd gminy Strzyżów i Towarzystwo Miłośników Ziemi Strzyżowskiej rozpoczęły wydawanie miesięcznika regionalnego „Waga i Miecz”, którego pierwszym redaktorem naczelnym został profesor Wyższej Szkoły Pedagogicznej w Rzeszowie Józef Nowakowski. W 1992 burmistrz Marek Śliwiński przy poparciu dyrektora Centrum Edukacji Artystycznej w Warszawie Maksymiliana Bylickiego doprowadził do otwarcia Państwowej Szkoły Muzycznej I stopnia w Strzyżowie, od 2002 noszącej imię Zygmunta Mycielskiego. W 1994 ruszyła miejska oczyszczalnia ścieków. Od 1997 w Strzyżowie działa Specjalny Ośrodek Szkolno-Wychowawczy, założony w 1968 w Wysokiej.
W 1999 Strzyżów ponownie został siedzibą powiatu. W 2000 w ramach Programu Powszechnej Prywatyzacji 33% akcji Strzyżowskiej Fabryki Mebli wykupił inwestor zachodni. W 2009 z Zespołu Szkół (od 2010 Zespół Szkół Technicznych) wydzielone zostało ponownie Liceum Ogólnokształcące, od 1987 noszące imię Adama Mickiewicza.

## Klimat
Klimat Strzyżowa kształtowany jest poprzez silne oddziaływanie rejonów górskich oraz kotlinne położenie miasta.
Powoduje to utrzymywanie się specyficznych warunków mikroklimatycznych wyróżniających okolice Strzyżowa na tle województwa Podkarpackiego. Charakterystyczną cechą klimatyczną Strzyżowa jest występowanie inwersji temperatury powietrza, podczas których temperatura w centrum miasta jest o kilka stopni niższa niż na szczytach okolicznych wzniesień. W skrajnych przypadkach różnica ta sięga nawet 10 °C. Występują one podczas bezchmurnych i bezwietrznych nocy. W tym przypadku dochodzi do spływu grawitacyjnego mas powietrza w kierunku Strzyżowa i do kumulacji zanieczyszczeń powietrza. Zjawisko to jest szczególnie niebezpieczne w okresie zimowym, gdy występuje intensywna emisja pyłów (aerozoli) emitowanych podczas spalania węgla kamiennego i drzewa opałowego w piecach centralnego ogrzewania. Średnia roczna temperatura powietrza w Strzyżowie wynosi +7,4 °C (strefa przejściowa klimatu umiarkowanego ciepłego), jednak wartość ta stale rośnie. Zmiany klimatyczne w Strzyżowie zachodzą szybciej niż globalne ocieplenie. Średnia temperatura powietrza w ciągu ostatnich 50 lat wzrosła o prawie 2 °C, przy czym największe ocieplenie obserwowane jest w okresie zimowym i wiosennym. Opady atmosferyczne w Strzyżowie występują podczas 157 dni w ciągu roku, z czego opady deszczu podczas 109 dni, opady śniegu podczas 41 oraz opady deszczu ze śniegiem podczas 7 dni. Pokrywa śnieżna utrzymuje się podczas 64 dni w roku a jej średnia grubość to 12 cm. Roczna suma opadu jest wysoka i wynosi 705 mm. Wysokie opady wyróżniają okolice Strzyżowa na tle Podkarpacia. Podczas gdy w środkowej i północnej części województwa dominują wiatry z sektora zachodniego, w Strzyżowie docierają one głównie z kierunku południowego. Średnie roczne zachmurzenie w Strzyżowie wynosi 60%. Miesiącem, w którym występuje najwięcej chmur jest grudzień (średnie zachmurzenie wynosi 76%), zaś w lipcu zachmurzenie jest najniższe i wynosi 48%. Okolice Strzyżowa charakteryzują się wysokim w skali kraju nasłonecznieniem, które przekracza rocznie 1070 kWh na 1 m² i pozwala na rozwój energetyki słonecznej. Relatywnie wysokie średnie roczne prędkości wiatru przekraczające 4 m/s na wysokości 10 m nad gruntem umożliwiają rozwój energetyki wiatrowej. Szczególnie dobre warunki wietrzne panują w chłodnej porze roku, kiedy zapotrzebowanie na energię jest wysokie. Warunki klimatyczne Strzyżowa promują rozwój technik hybrydowych, które wykorzystują energię promieniowania słonecznego w okresie letnim, a energię wiatru w okresie jesienno-zimowym.
| Miesiąc                          | Sty  | Lut  | Mar  | Kwi  | Maj   | Cze  | Lip  | Sie  | Wrz  | Paź  | Lis  | Gru  | Roczna |
| -------------------------------- | ---- | ---- | ---- | ---- | ----- | ---- | ---- | ---- | ---- | ---- | ---- | ---- | ------ |
| Średnie temperatury w dzień [°C] | 0,0  | 1,8  | 7,2  | 12,2 | 18,4  | 20,9 | 23,4 | 22,5 | 17,9 | 13,5 | 5,6  | 1,9  | 12,1   |
| Średnie dobowe temperatury [°C]  | -3,3 | -2,4 | 2,5  | 7,7  | 12,6  | 15,4 | 17,6 | 16,7 | 12,5 | 8,0  | 2,6  | -0,9 | 7,4    |
| Średnie temperatury w nocy [°C]  | -6,1 | -5,7 | -1,0 | 3,2  | 7,2   | 10,3 | 12,5 | 12,3 | 8,6  | 4,4  | 0,3  | -3,5 | 3,5    |
| Opady [mm]                       | 30,1 | 28,4 | 34,3 | 39,2 | 109,2 | 80,8 | 81,5 | 95,5 | 56,8 | 33,8 | 49,9 | 65,5 | 705,4  |
| Średnia liczba dni z opadami     | 13   | 14   | 12   | 13   | 13    | 15   | 11   | 12   | 13   | 9    | 15   | 17   | 157    |
| Wilgotność [%]                   | 85   | 83   | 78   | 73   | 73    | 76   | 73   | 77   | 80   | 79   | 85   | 87   | 79     |
| Źródło: SolarAOT 15.02.2010      |      |      |      |      |       |      |      |      |      |      |      |      |        |

## Edukacja
- Liceum Ogólnokształcące im. Adama Mickiewicza
- Zespół Szkół Technicznych
- Miejski Zespół Szkół
  - Szkoła Podstawowa nr 2 im. M. Konopnickiej
- Szkoła Podstawowa nr 1 im. Orła Białego
- Specjalny Ośrodek Szkolno-Wychowawczy
- Państwowa Szkoła Muzyczna I stopnia im. Z. Mycielskiego
- Ośrodek Kształcenia Zawodowego

## Demografia

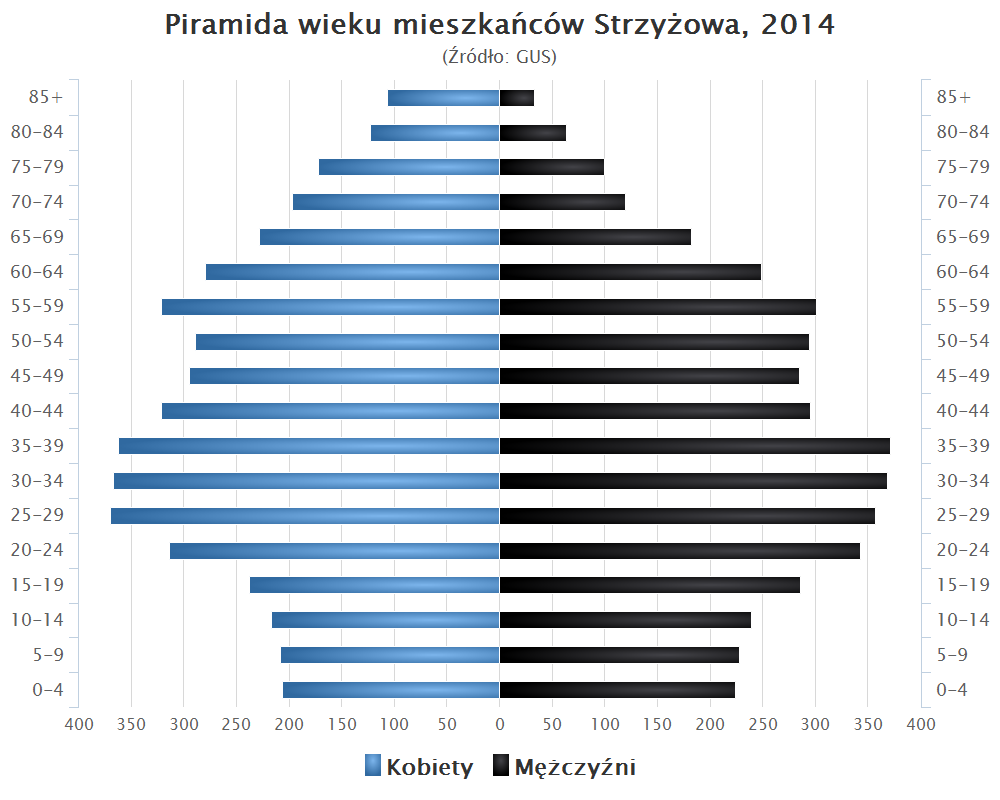
Piramida wieku mieszkańców Strzyżowa w 2014 roku

## Sport
Strzyżów posiada bogate tradycje sportowe, które intensywnie rozwijały się już w latach 50. oraz 60. XX wieku. Zaliczyć do nich można następujące sekcje: podnoszenia ciężarów, strzelecką, lekkoatletyczną oraz narciarską.
Strzelectwo początkowo rozwijało się w ramach Ligi Przyjaciół Żołnierza, a od 1965 w ramach Ligi Obrony Kraju. Największym sukcesem tej sekcji było zdobycie drużynowego Mistrzostwa Polski w 1968 oraz liczne miejsca na podium w klasyfikacjach indywidualnych. W latach 90. Strzyżów był 2-krotnie gospodarzem centralnych zawodów O Srebrne Muszkiety. Zawody rozgrywane były na 50 m strzelnicy. Poza tym obiektem LOK posiadał strzelnicę do broni pneumatycznej, która w późniejszym czasie została przeniesiona do Miejskiego Zespołu Szkół. Duże zasługi w strzelectwie sportowym są zasługą Alfreda Kruczka, Józefa Szary oraz Andrzeja Markowicza, którzy przez wiele lat prowadzili oraz rozwijali sekcję.
W LOK w Strzyżowie działała również sekcja żeglarska, która głównie zajmowała się budową łodzi.
Sekcja lekkoatletyczna rozwijała się na stadionie piłkarskim, gdzie w każdy czwartek odbywały się treningi oraz zawody w ramach III ligi lekkiej atletyki.
Założycielem sekcji narciarskiej jest Roman Wilczak. W latach 50. XX wieku powstał ośrodek narciarski w Łętowni, gdzie wybudowano 30 m skocznię narciarską, trasy biegowe oraz stok narciarski. Na skoczni odbywał się podkarpacki turniej 4 skoczni, a zawodnicy sekcji odnosili sukcesy na arenie krajowej. W ostatnich latach sekcja ta przeżywa reaktywacje ze względu na rozwój infrastruktury narciarskiej w Łętowni.
W historii strzyżowskiego sportu odnotować należy działalność sekcji piłki koszykowej, która przez 2 lata uczestniczyła w rozgrywkach III ligi. Jednak największą popularnością w Strzyżowie cieszy się piłka siatkowa oraz piłka nożna. W mieście mieszczą się dwa kluby sportowe: Uczniowski Klub Sportowym Sokół Strzyżów z sekcją piłki siatkowej oraz Miejski Klub Sportowy Wisłok Strzyżów z sekcją piłki siatkowej i piłki nożnej. Siatkarze MKS Wisłoka Strzyżów przez wiele lat uczestniczyli w rozgrywkach III ligi, a od sezonu 2009/2010 występują w II lidze PZPS. Siatkarskie kluby ze Strzyżowa mają na swoim koncie liczne sukcesy w zespołach juniorskich na szczeblu wojewódzkim, makroregionalnym i centralnym. Wynikają one z intensywnego trybu szkolenia dzieci i młodzieży począwszy od szkoły podstawowej. Wielu zawodników stawiających pierwsze kroki w siatkówce w strzyżowskich szkołach zasiliło w późniejszym czasie pierwszoligowy zespół Resovii Rzeszów. Najbardziej znanym jest reprezentant kraju Łukasz Perłowski.

## Wspólnoty wyznaniowe
- Kościół rzymskokatolicki (dekanat Strzyżów w diecezji rzeszowskiej):
  - parafia Niepokalanego Poczęcia NMP, Kolegiata Niepokalanego Poczęcia Najświętszej Maryi Panny i Bożego Ciała
  - parafia św. Józefa Sebastiana Pelczara.
- Świadkowie Jehowy:
  - zbór Strzyżów, Sala Królestwa[107].

## Stowarzyszenia i kultura
Jako pierwsze stowarzyszenie powstała w Strzyżowie w 1869 straż ogniowa.
Od 1967 roku w mieście działa Towarzystwo Miłośników Ziemi Strzyżowskiej (TMZS). Założycielami TMZS między innymi byli: Zygmunt Leśniak, nauczyciel Liceum Ogólnokształcącego w Strzyżowie – pierwszy przewodniczący, Tadeusz Szetela z Dobrzechowa – z-ca przewodniczącego, Mieczysław Cynarski, sekretarz Prezydium Powiatowej Rady Narodowej – sekretarz, Michał Jezierski, Kazimiera Hodór, Adam Patryn i Jan Zając.
W Strzyżowie działa od 2011 Muzeum Samorządowe Ziemi Strzyżowskiej, które udostępnia do zwiedzania dawną synagogę miejską i nazistowski podziemny schron kolejowy.
W mieście zawiązała się grupa podległego michalitom katolickiego ruchu apostolskiego świeckich Rycerstwo Św. Michała Archanioła, która doprowadziła do wystawienia na Rynku w czerwcu 2005 pomnika św. Michała Archanioła, patrona miasta.

## Współpraca
Miejscowości partnerskie:
- Bagnacavallo, Włochy[111]
- Bièvre, Belgia
- Gródek, Ukraina[112]
- Kisvárda, Węgry[113]
- Lassee, Austria[114]
- Namsos, Norwegia[115]
- Svidník, Słowacja[116]
- Tisno, Chorwacja[117]

## Honorowi obywatele miasta
- Adam Fedorowicz (1899)[118]
- Wilhelm Zajączkowski(inne języki) (1908)[119]
- Gerard Górnicki (1984)[119]
- Franciszek Chrapkiewicz (1991)[119]
- Jan Paweł II (1999)[119]
- Eugeniusz Szczepankiewicz (2000)[119]
- Jan Niemiec (2006)[119]
- Adam Kluska (2007)[119]
- Tadeusz Lutak (2019)[119]

Panoramy Strzyżowa
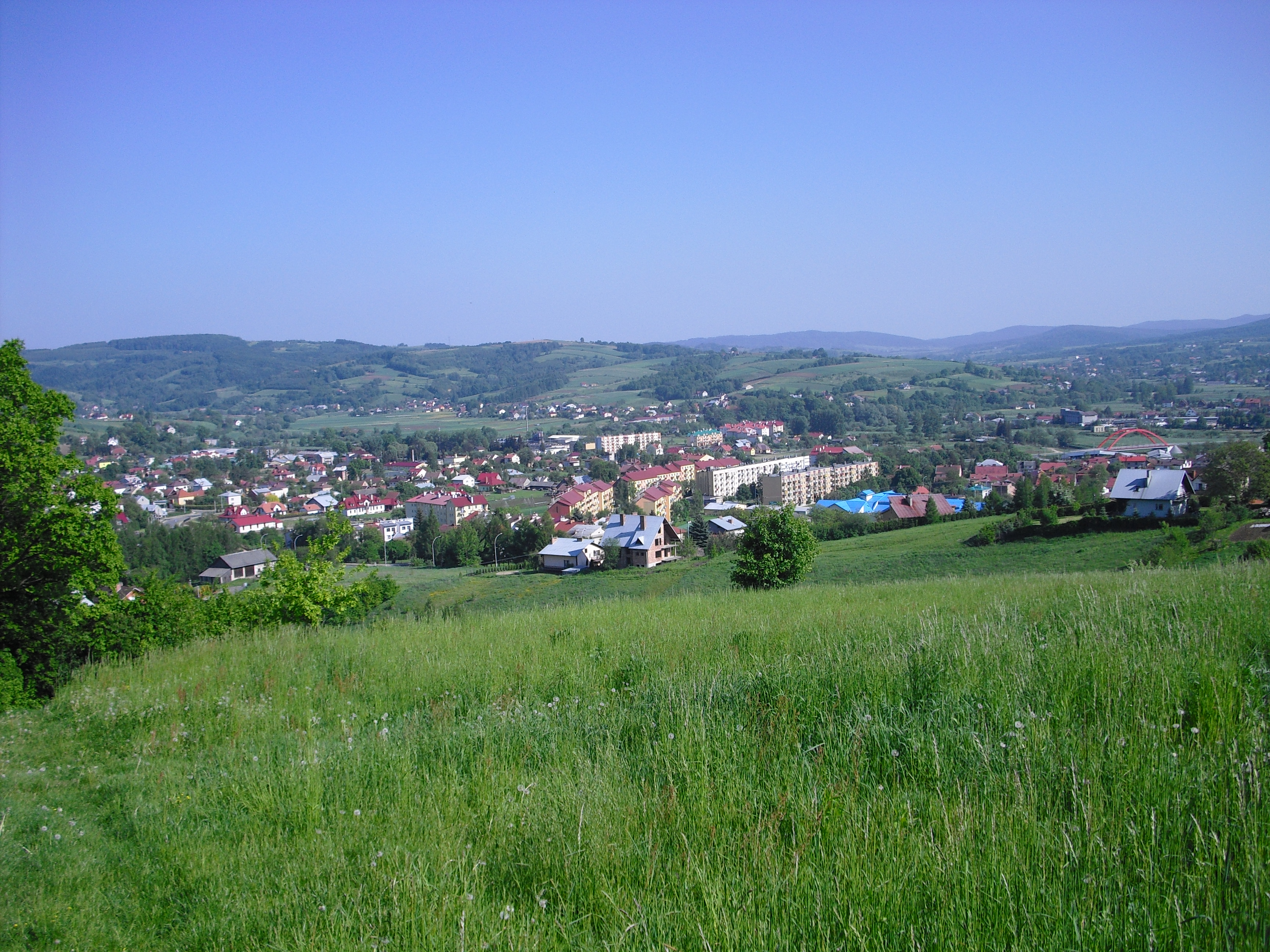
część wschodnia
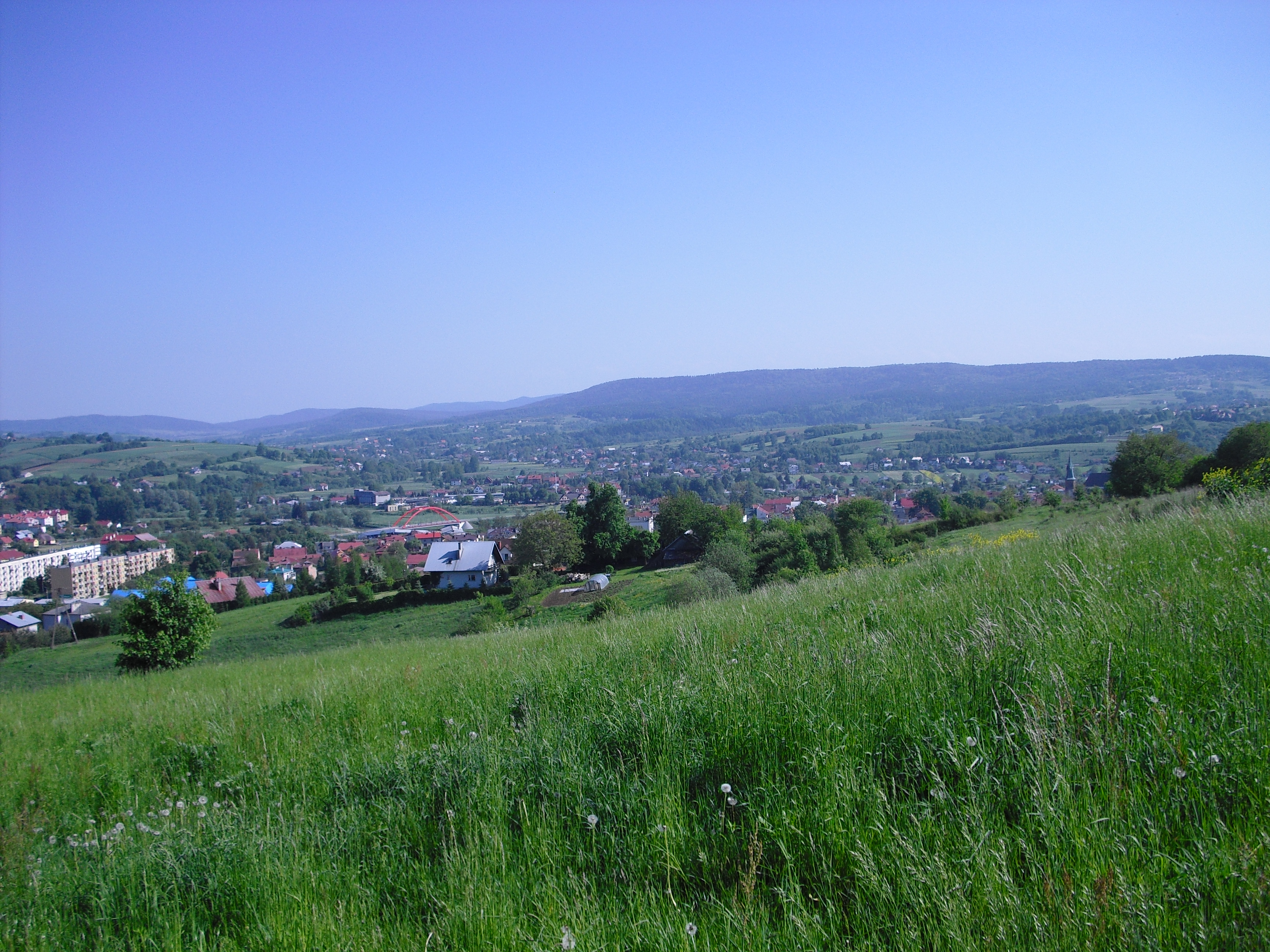
część zachodnia
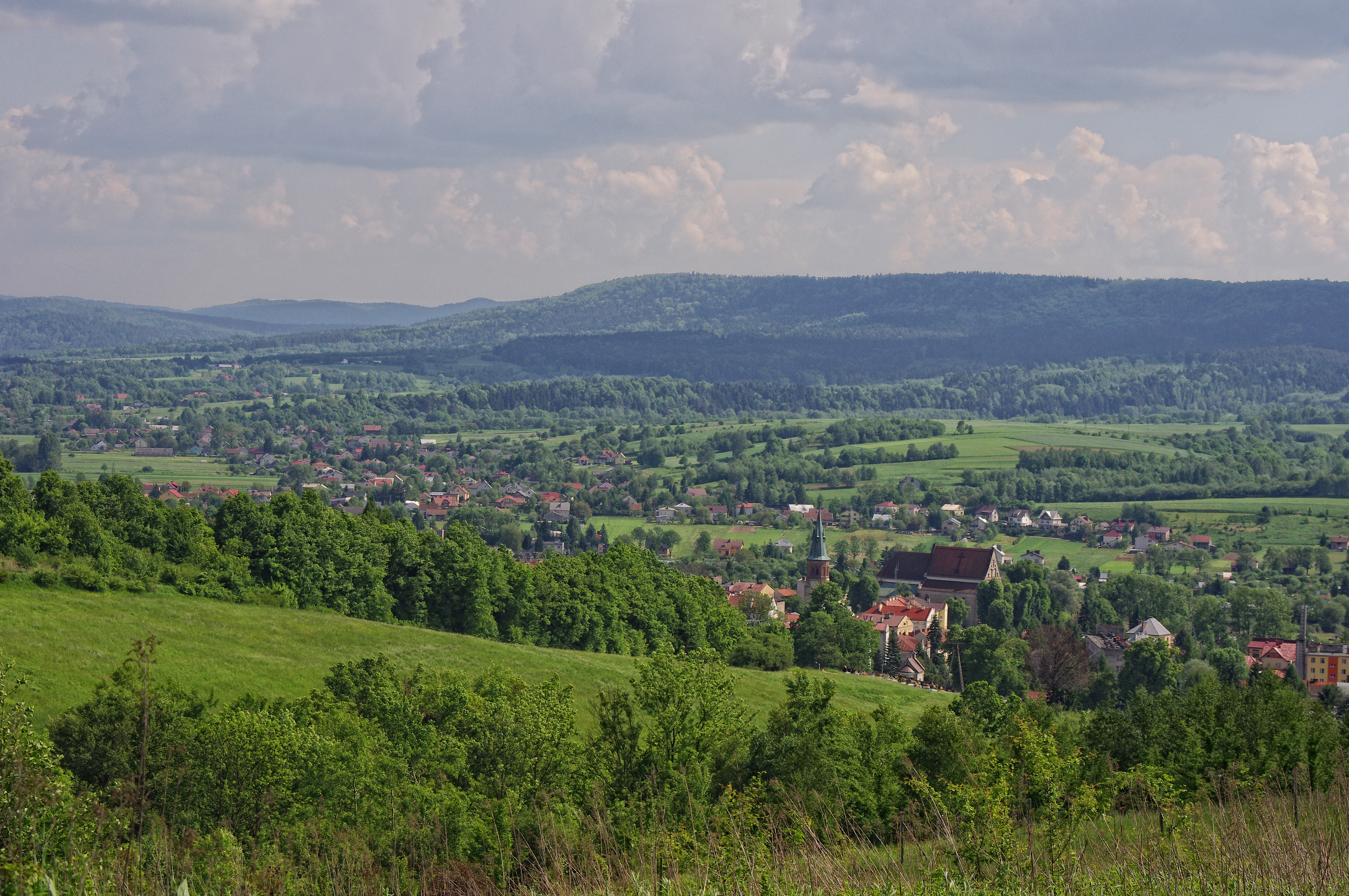
widok ze stoku narciarskiego